# Bernd Zimmer
Bernd Zimmer (* 6. November 1948 in Planegg bei München) ist ein deutscher Maler und ein Vertreter der Neuen Wilden. Er lebt und arbeitet in Polling, Piozzano und Warthe.

## Leben
Von 1968 bis 1970 absolvierte Bernd Zimmer eine Lehre als Verlagsbuchhändler beim Carl Hanser Verlag in München. Von 1970 bis 1972 war er Assistent für grafische Gestaltung im Carl Hanser Verlag. 1973 siedelte er nach Berlin über und begann seine Tätigkeit als Buchgestalter im Verlag Klaus Wagenbach. Er studierte Philosophie und Religionswissenschaft an der Freien Universität Berlin. 1975/1976 hielt er sich fünf Monate lang in Mexiko und im Süden der Vereinigten Staaten auf. Er begann seine künstlerische Arbeit.
Mit Rainer Fetting, Helmut Middendorf, Salomé und anderen gründete Zimmer 1977 die Künstlerselbsthilfegalerie Galerie am Moritzplatz, die bis 1981 bestand. 1980 wurden Arbeiten dieser sogenannten Jungen Wilden im Berliner Haus am Waldsee unter dem Titel Heftige Malerei erstmals einer breiten Öffentlichkeit vorgestellt. 1981 war Bernd Zimmer in der Ausstellung Rundschau Deutschland vertreten.
Ein Stipendium der Villa Massimo führte ihn 1982 nach Rom, wo er fast zwei Jahre lang lebte und arbeitete. 1984 übersiedelte er nach Polling und bezog im Klostergut Polling Wohnung und Atelier. 1991 richtete er sich in Monteventano in der Emilia-Romagna ein weiteres Atelier ein. 1993 erschien erstmals im Eigenverlag das Künstlermagazin PlantSÜDEN, das er zusammen mit Roland Hagenberg, Tokio, herausgibt. Seit 1993 bereiste Zimmer mehrfach die Sahara. In den unter diesem Eindruck stehenden Wüstenbildern trieb Zimmer die formale Reduktion häufig bis an die Grenze abstrakter Farbfeldmalerei. 1994 verlegte er sein Atelier in das oberbayrische Oberhausen. Im Sommer 1996 entstanden während eines Aufenthalts in Salerno, Kampanien, die ersten Skulpturen.
Sein Interesse an Astronomie und Physik führten Bernd Zimmer 1998 zu seinen Cosmos-Bildern, die bis 2006 parallel zu anderen Bildzyklen entstanden und die in einem Bildband Cosmos: Bilder 1998-2006 zusammengefasst wurden. Die erste Übersicht seiner Holzschnitte wurden 2001 in Museum Morsbroich, Leverkusen, gezeigt. Die Kunsthalle Mannheim zeigte 2006 die erste umfassende Ausstellung der Cosmos-Bilder. 2007 bezog Bernd Zimmer im brandenburgischen Warthe ein weiteres Atelier. Angeregt durch die Beobachtung der dortigen Seen entstanden die Reflexions-Bilder.
2010 unternahm Zimmer eine Reise nach China, 2011 besuchte er Vietnam und Kambodscha. Nach eigenen Angaben fühlte er sich durch die üppigen Vegetation Asiens und die Beschäftigung mit chinesischer Malerei und Philosophie zu der Bildserie der Kristallwelten angeregt. Das Zentrum für Gegenwartskunst, Augsburg, zeigte die Kristallwelten und Reflexions-Bilder 2012 erstmals im Zusammenhang. Im Dezember 2012 wurde die Bernd Zimmer Kunststiftung als Stiftung des bürgerlichen Rechts anerkannt. Ziel der Stiftung ist es, den Erhalt des künstlerischen Werkes von Bernd Zimmer zu gewährleisten sowie dessen wissenschaftliche Erforschung und regelmäßige öffentliche Präsentation zu unterstützen.
Eine Arbeitsreise nach Davos nutzte er zur Beschäftigung mit Ernst-Ludwig Kirchners „Naturheld“ Tinzenhorn, was sich in den Kirchner-reloaded Bildern widerspiegelt. Zimmers Tinzenhorn-Zyklus wurde 2015 in der Ausstellung Gipfeltreffen, die unter der Schirmherrschaft von Reinhold Messner stand, im Buchheim Museum, Bernried, zusammen mit Kirchners Davos-Bildern ausgestellt. Die Einzelausstellung Alles fließt im Museum Angerlehner zeigte eine Auswahl der Werkgruppen „COSMOS“ und „Schwimmendes Licht“.
Nachdem Bernd Zimmer bereits 1990 während einer Reise durch Südindien tief beeindruckt von den Säulenvorhallen hinduistischer Tempel war, reiste er zum Jahreswechsel 2015/2016 ein zweites Mal nach Indien, wo er seine Idee einer Säulenhalle mit künstlerischen Beiträgen aus aller Welt erneut vertiefte. Fortan arbeitete er an der Umsetzung der STOA169. 2018 unternahm Bernd Zimmer weitere Reisen nach Südindiens Tamil Nadu, Karnataka, um dortige Hindu-Tempel zu besuchen.
Anlässlich seines Geburtstags würdigten die Städtische Galerie im Leeren Beutel, Regensburg, und das Museum Neue Galerie, Kassel, die Arbeit Bernd Zimmers im selben Jahr mit der umfassenden Ausstellung Kristallwelt – ein Themenkomplex, den die Kunsthalle Jesuitenkirche, Aschaffenburg, 2021 ein weiteres Mal in den Mittelpunkt stellte. In der Werkschau Tikimania zeigte das Museum Fünf Kontinente, München, 2020/2021 Werke des Künstlers im Kontext von Südsee-Objekten, während das Museum Morsbroich, Leverkusen, Holzschnitte Bernd Zimmers von 1985 bis zur Gegenwart präsentierte.
Im September 2020 wurde der erste Bauabschnitt der STOA169 mit 81 Säulen eingeweiht. Die Eröffnung des fertiggestellten Monuments folgte ein Jahr später im September 2021. Das Weltkunstwerk mit 121 Säulen im bayerischen Pfaffenwinkel wird in der Gemeinde kontrovers diskutiert.

## Stipendien
- 1979 Stipendium der Karl-Schmidt-Rottluff-Stiftung
- 1982/83 Stipendium der Villa Massimo, Rom

## Werk
„Als Maler bin ich immer auf mich selber zurückgeworfen, die Zwiesprache, die Dialektik der Reflexion wird zum Selbstgespräch. Ich nehme mir den Raum, den ich liebe, als Raum, den ich male. Die Malerei spiegelt das Gemeinte, das Bild der sinnlichen Wahrnehmung ins Denkbare, ins Erkennbare, und gleichzeitig spiegelt sie sich selber in ihren Mitteln der Anwendung.“

,

„Ich übertrage Gesehenes, besser Erlebtes, in Abstraktion und Fiktion. Dahinter steckt der Wunsch, das erlebnisorientierte Bild von der Gegenständlichkeit zu befreien, aus dem Zusammenhang der Zentralperspektive auszusteigen und einzusteigen in reine Farbmalerei.“

Einige Werke befinden sich in öffentlichen Sammlungen, so z. B. Altana Kulturstiftung, Bayerische Staatsgemäldesammlungen, Berlinische Galerie, Busch-Reisinger Museum, Groninger Museum, Gustav-Lübcke-Museum, Hessisches Landesmuseum Darmstadt, Kunsthalle Bremen, Kunsthalle Emden, Kunsthalle Mannheim, Ludwig Forum für Internationale Kunst, Museum Folkwang, Museum Morsbroich, Museum Wiesbaden, Städel Museum, Städtische Galerie im Lenbachhaus, Spendhaus, Zentrum für Kunst und Medientechnologie und Neue Galerie.

### Ausstellungen (Auswahl)
- 1976: Frankfurter Kunstverein, Mit, Neben, Gegen (Musikperformance mit Conrad Schnitzler)[7]
- 1977: Berlin, Flut, Galerie am Moritzplatz
- 1978: Berlin, Musikhalle SO 36, Stadtbild 3/28
- 1980: Berlin, Haus am Waldsee, Heftige Malerei
- 1981: Berlin, Galerie Georg Nothelfer
- 1981: Kunstmuseum, Im Westen nichts Neues. Wir malen weiter (danach in Genf u. Aachen)
- 1981: New York, Barbara Gladstone Gallery
- 1981: Paris, Yvon Lambert
- 1982: Groningen, Groninger Museum
- 1982: Mailand, Studio d´Arte Cannaviello
- 1982: Stockholm, Kulturhuset, Gefühl & Härte. Neue Kunst aus Berlin (danach in München)
- 1983: Los Angeles, Frederick S. Wight Art Gallery, University of California, New Figuration. Contemporary Art from Germany
- 1983: Tel Aviv Museum of Art, New Painting from Germany
- 1984: Hannover, Kestner-Gesellschaft, Neue Malerei – Berlin
- 1984: New York, Museum of Modern Art (MOMA), An International Survey of Recent Painting and Sculpture
- 1986: Kunstverein Braunschweig (danach in Ulm)
- 1986: Taipei/Taiwan, Fine Arts Museum, German Art 1945-1985
- 1987: New York, MOMA, Berlinart 1961-1987 (danach in San Francisco)
- 1988: Toledo (Ohio), Toledo Museum of Art, Refigured Painting. The German Image 1960-1988 (danach in New York, Williamstown/Mass., Düsseldorf, Frankfurt/M.)
- 1989: München, Städtische Galerie im Lenbachhaus / Kunstforum Maximilianstraße
- 1990: Darmstadt, Mathildenhöhe
- 1990: Wuppertal, Von der Heydt-Museum
- 1993: Emden, Kunsthalle Emden / Stiftung Henri Nannen (danach in Regensburg, Bad Homburg, Leverkusen)
- 1997: Leicester, Leicester Art Museum
- 1997: London, Purdy/Hicks Gallery
- 1998: Berlin, Haus am Lützowplatz (danach in Mannheim, Leverkusen, Lübeck, Dresden, Rosenheim)
- 2000: Hamm, Gustav-Lübcke-Museum (danach in Ancona)
- 2001: Leverkusen, Museum Morsbroich
- 2002: Kapstadt, South African National Gallery, Landschaften eines Jahrhunderts
- 2003: Karlsruhe, Zentrum für Kunst und Medientechnologie, Obsessive Malerei
- 2003: Selm, Schloss Cappenberg
- 2004: Bamberg, Bamberger Dom / Internat. Künstlerhaus Villa Concordia, Ewige Weite
- 2004: Stuttgart, Hospitalhof
- 2006: Mannheim, Kunsthalle Mannheim
- 2008: Koper, Galerija Contra
- 2010: München, Deutsche Gesellschaft für christliche Kunst
- 2011: Berlin, Berlinische Galerie
- 2012: Augsburg, H2 – Zentrum für Gegenwartskunst im Glaspalast
- 2013: Tønder, Kunstmuseum
- 2013: Peking, Zhan Zhou International Cultural and Creative Industry Park, Infinity. Neo-Expressionism/Contemporary Art (danach in Peking)
- 2014: Passau, Museum Moderner Kunst Wörlen, ZWEITE NATUR. Malerei und Farbholzschnitt
- 2015: Bernried, Buchheim Museum, GIPFELTREFFEN. Ernst Ludwig Kirchner und Bernd Zimmer
- 2015: Wels/Thalheim, Museum Angerlehner, Alles fließt
- 2016: St. Pölten, NÖ DOK, Bernd Zimmer
- 2018: Kassel, Neue Galerie, Kristallwelt
- 2018: München, Galerie Thomas Modern, Das geheime Leben der Sterne
- 2020: Leverkusen, Museum Morsbroich, Bernd Zimmer. Reflex
- 2020: München, Museum Fünf Kontinente, Tikimania
- 2021: Aschaffenburg, Kunsthalle Jesuitenkirche, Kristallwelt
- 2023: München, Galerie Thomas Modern, Die Bäume...